# Insufflation (élevage)

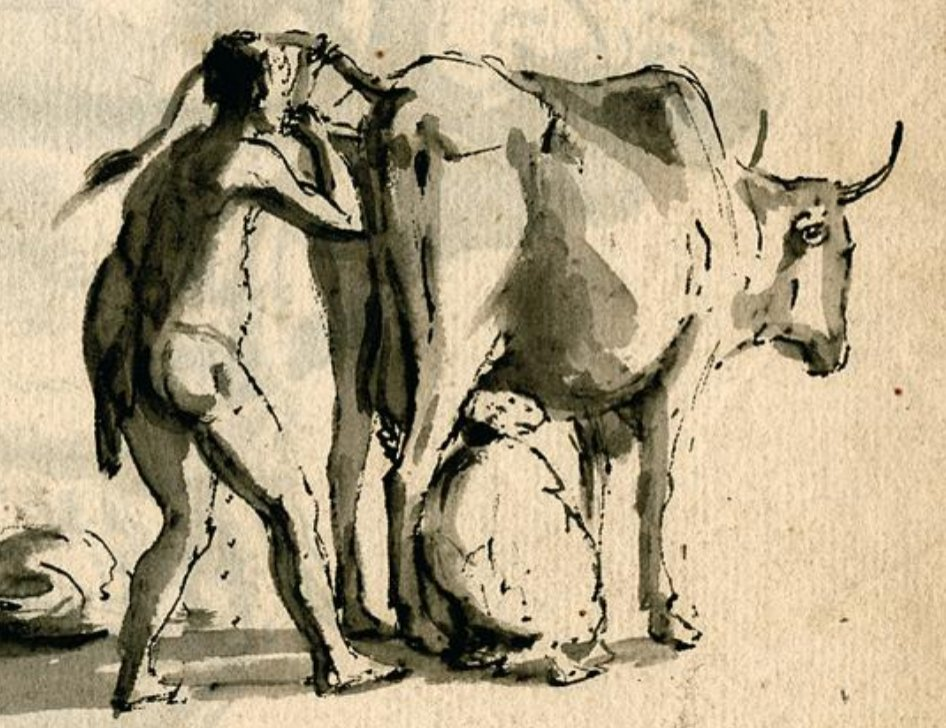
Insufflation dans la tribu des Khoikhoi. Dessin, auteur inconnu vers 1700 - 1740.

L'insufflation, (localement Kuhblasen de l'allemand, ou phooka) est un procédé, utilisé selon les ethnographes dans plusieurs pays, où on souffle dans le vagin d'une vache (ou parfois l'anus) afin de produire plus de lait. Cette pratique est notamment attestée sur des peintures rupestres retrouvées en Afrique.
L'insufflation est la raison pour laquelle Gandhi aurait renoncé au lait de vache, disant que « depuis que je sais que les vaches et les buffles sont soumises au phooka, j'ai conçu un fort dégoût pour le lait, ».

## Aspects physiologiques
Un étirement du col de l'utérus entraîne, via le réflexe de Ferguson, la libération d'ocytocine. C'est le même processus qui stimule physiologiquement les muscles de l'utérus lors de la naissance et stimule également la production du lait. On ne sait toutefois pas si le fait de souffler dans le vagin de la vache déclenche un soi-disant réflexe de Ferguson[source insuffisante]. La libération d'ocytocine est également déclenchée par la tétée du jeune animal et par la « prétraite », une sorte de massage de la mamelle avant la traite.

## Distribution mondiale selon Plischke (1954)
| Peuple                                          | Zone                                       | Auteur                   | Année               | Voir aussi                                        |
| ----------------------------------------------- | ------------------------------------------ | ------------------------ | ------------------- | ------------------------------------------------- |
| Scythes (pour les chevaux)                      |                                            | Hérodote                 | Ve siècle av. J.-C. |                                                   |
| Khoikhoi                                        |                                            | Peter Kolb               | 1719                |                                                   |
| Iakoutes                                        | Léna (Sibérie)                             | Gerhard Friedrich Müller | 1736                |                                                   |
| Kalmouks                                        | sud des steppes russes                     | Peter Simon Pallas       | 1776                |                                                   |
| Éthiopiens                                      | Éthiopie                                   | I. M. Hildebrandt        | 1874                |                                                   |
| Oromo                                           |                                            | Ph. Paulischke           | 1893                |                                                   |
| Somaliens                                       |                                            | C. Keller                | 1894                |                                                   |
| Wasiba                                          |                                            | H. Rehse                 | 1910                |                                                   |
| Gogos                                           |                                            | H. Clauss                | 1911                |                                                   |
| Wanyaturu                                       |                                            | E. Sick                  | 1915                |                                                   |
| Kaffas                                          |                                            | Friedrich J. Bieber      | 1920                |                                                   |
| Baggara                                         | Kordofan                                   | McMichael                | 1924                |                                                   |
| Chinois                                         | fleuve Dong (Chine) rivière Dadu (Sichuan) | I. H. Edgar              | 1924                |                                                   |
| Nuers                                           |                                            | Hugo Bernatzik           | 1929                | E. E. Evans-Pritchard (1951) Luz H, Herz W (1976) |
| Dinka                                           |                                            | Hugo Bernatzik           | 1930                |                                                   |
| Indiens                                         |                                            | T. Murari                | 1937                | Mahatma Gandhi (1927/1929) « phooka »             |
| Banas                                           | Logone, sud du Tchad                       | A. Rühe                  | 1938                |                                                   |
| Alpes (Untergurgl, Ötztal), Pfitscher Joch (de) |                                            |                          | 1939                |                                                   |
| Pyrénées                                        |                                            |                          | 1939                |                                                   |